# Benzinskat
Benzinskat er den del af prisen på benzin og diesel, der udgøres af skat på motorbrændstof.
I Danmark udgør benzinskatten per 2007:
- Benzin, blyfri: 407 øre/l
- Benzin, blyholdig: 472 øre/l
- Dieselolie, gasolie og petroleum: 303 øre/l